# Muzeum liptovské dědiny
Muzeum liptovské dědiny (slovensky Múzeum liptovskej dediny) je skanzen, který se nachází v Pribylině. Vznikl v roce 1991 v souvislosti s výstavbou přehrady Liptovská Mara. Muzeum tvoří domy ze zatopené části vodního díla a z oblasti horního a dolního Liptova. V muzeu je vytvořena zoo expozice, kde se prezentuje chov domácích zvířat. Mezi atrakce muzea patří chov huculských koní a jízda na koních. Dále se zde prezentuje slovenské národní plemeno – slovenský čuvač. Jsou zde také budovy ze zaplavených obcí horního Liptova.

## Povážská lesní železnice
V roce 2001 zde byl umístěn exteriér Považské lesní železnice a v současnosti se zde v letní sezóně provozuje turistická úzkorozchodná vlaková dráha.

## Galerie

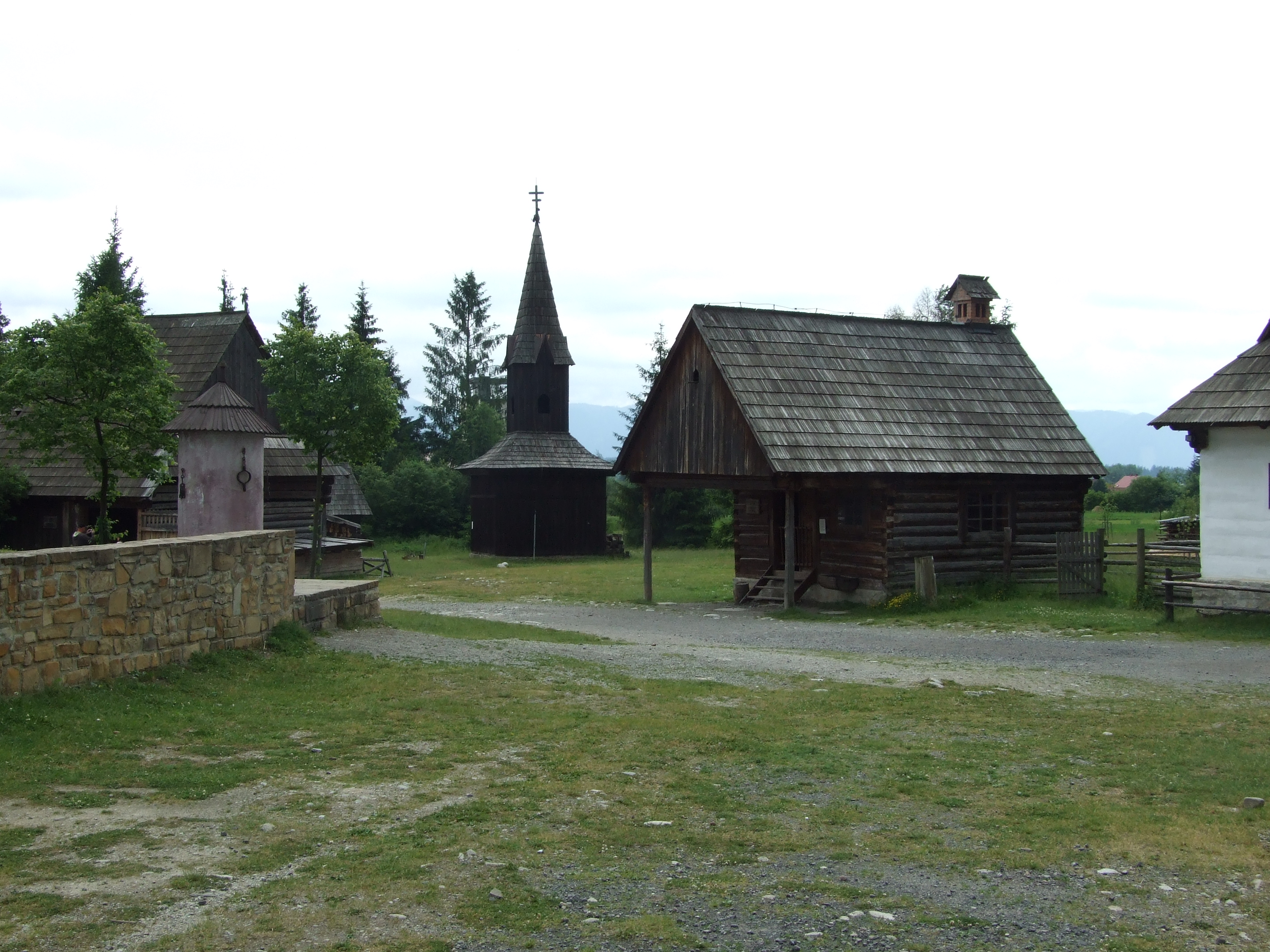
Areál muzea
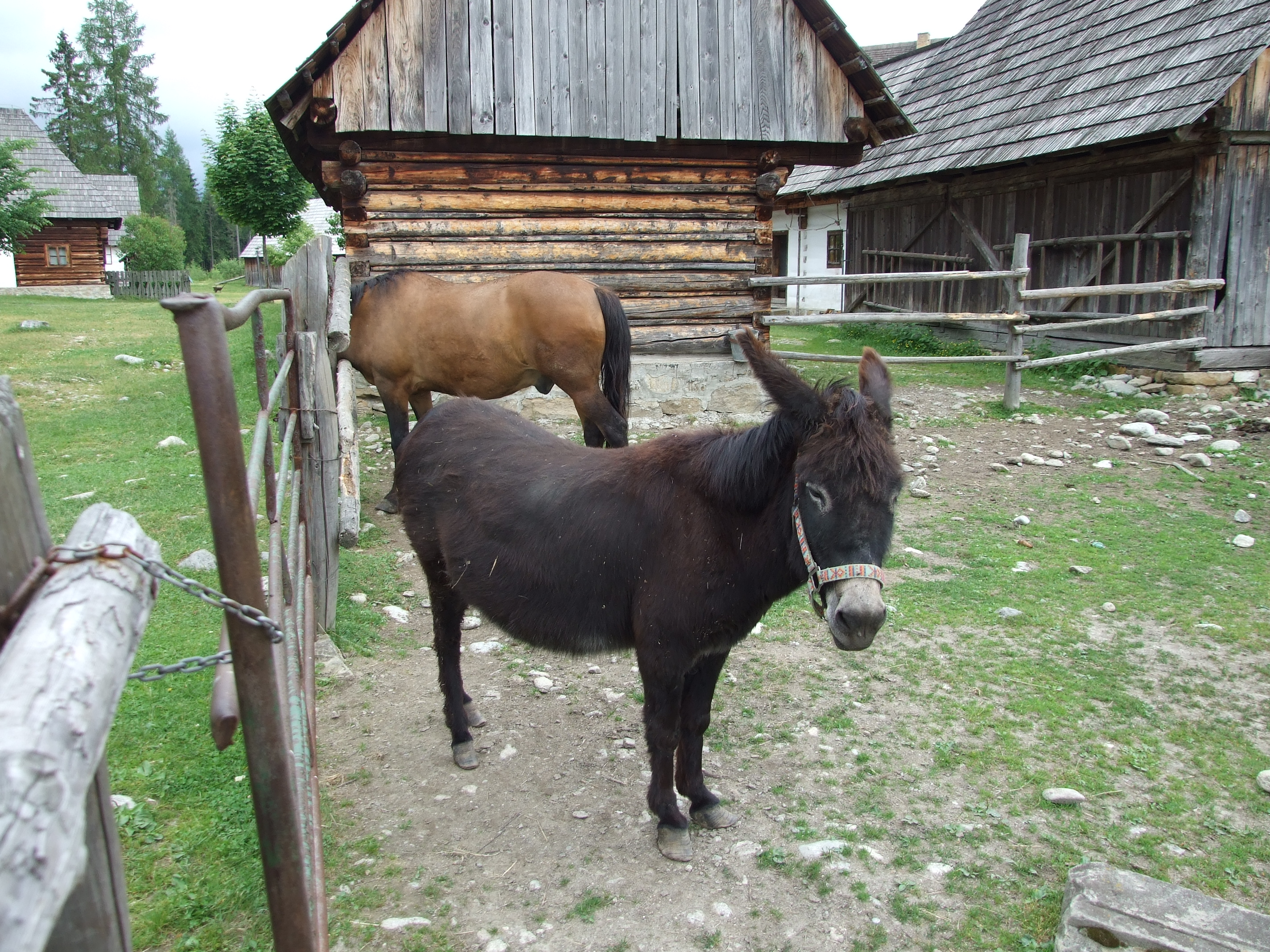
Chov huculských koní
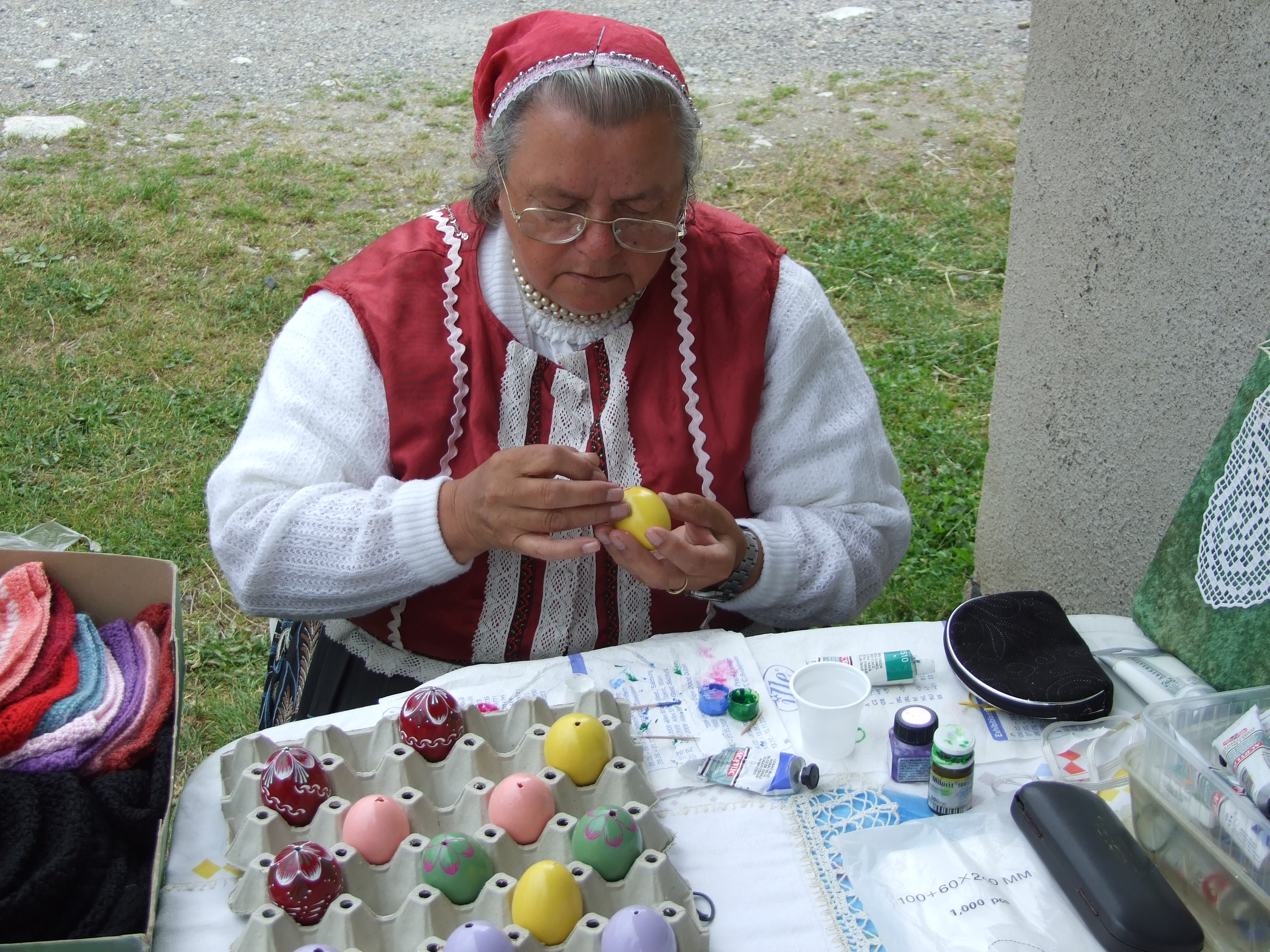
Prezentace lidové tvorby
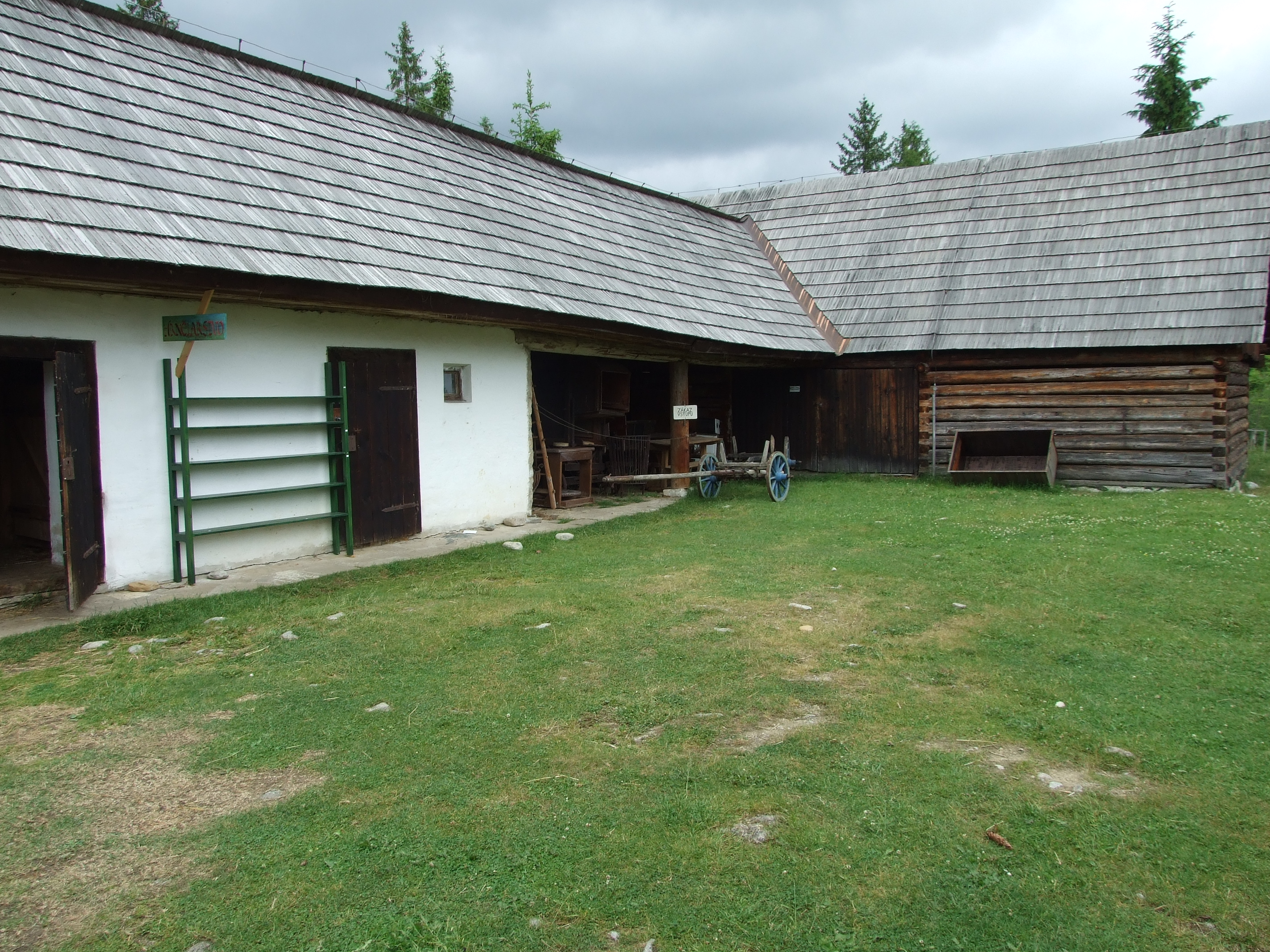
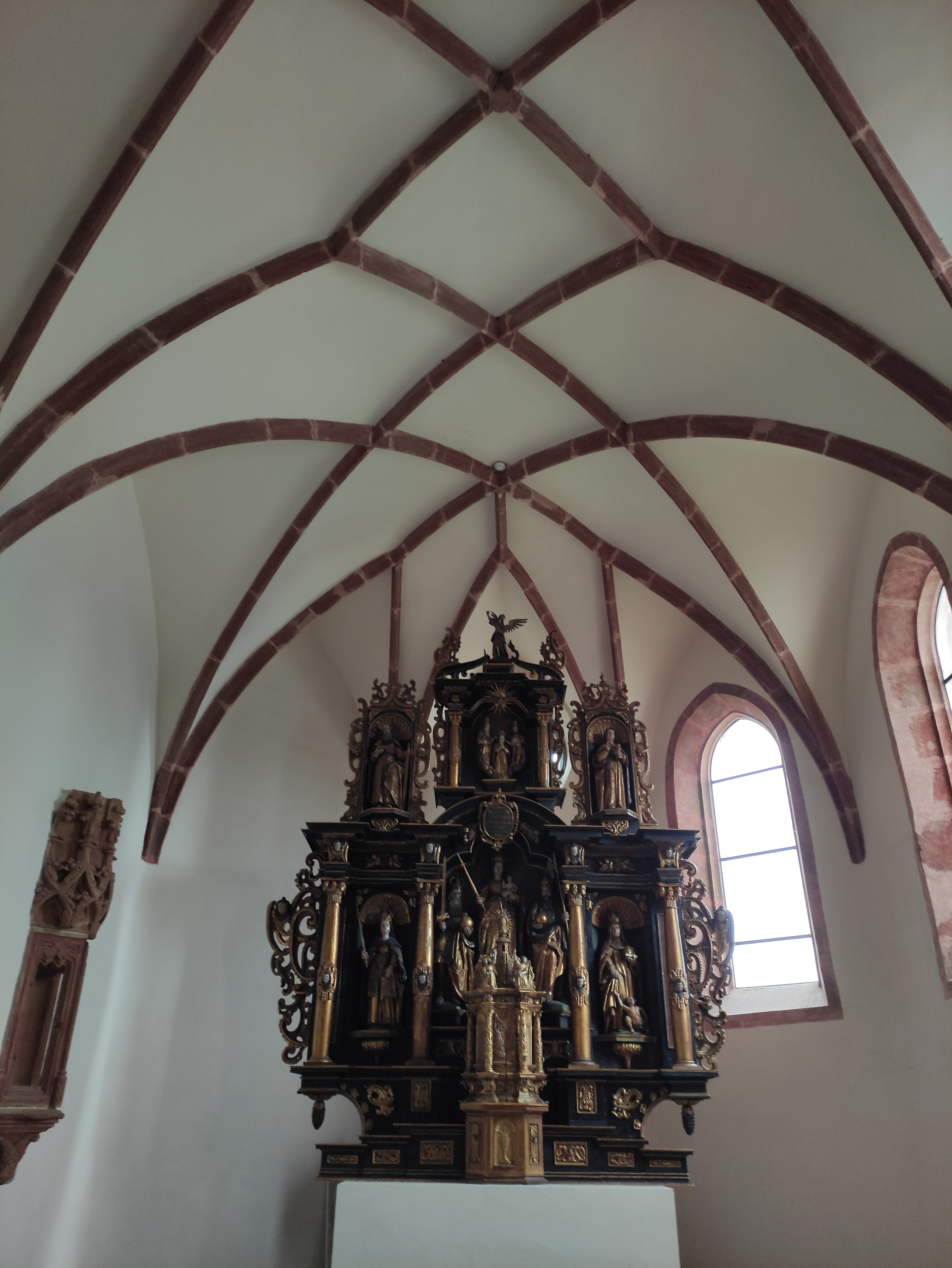
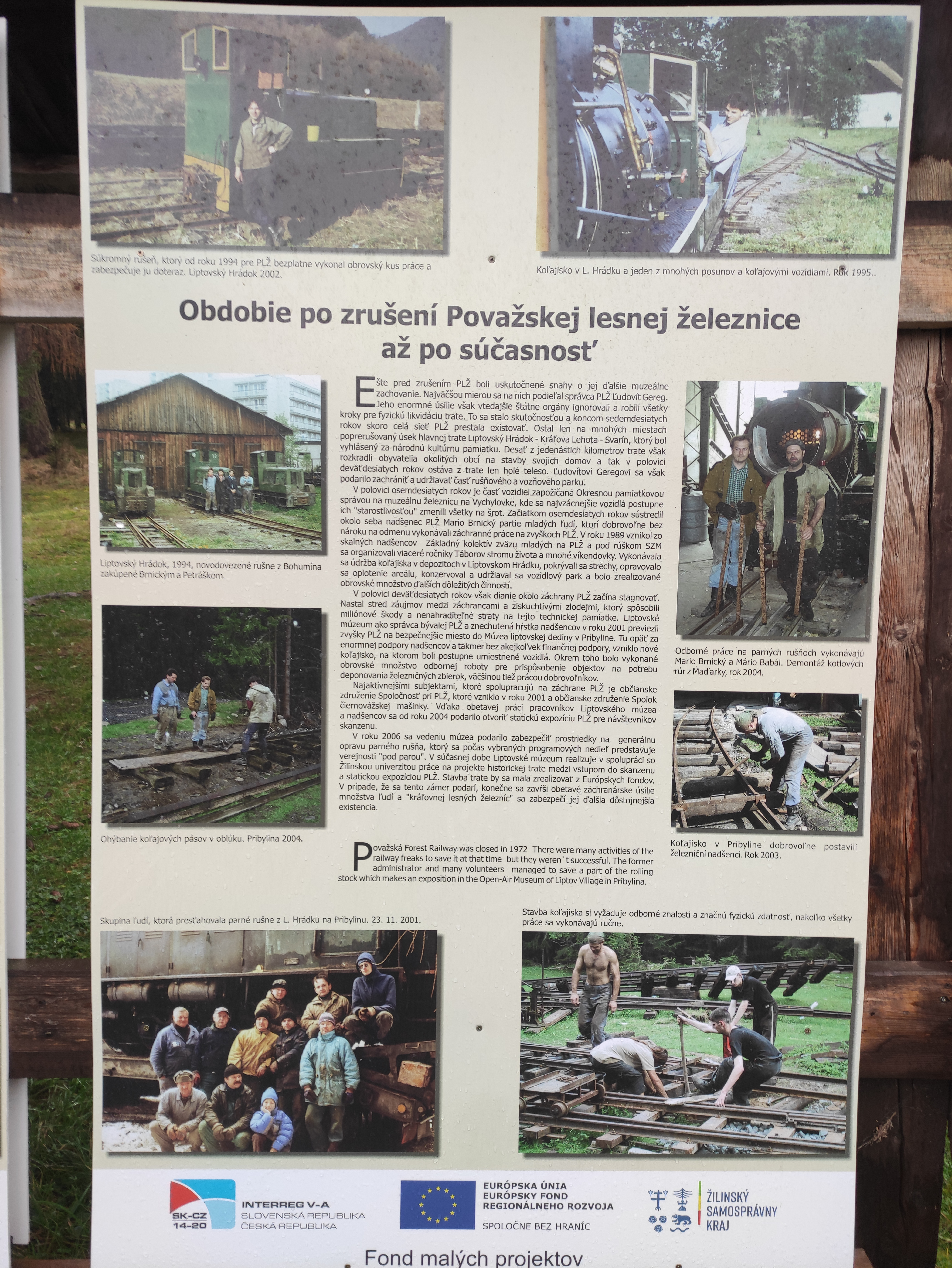
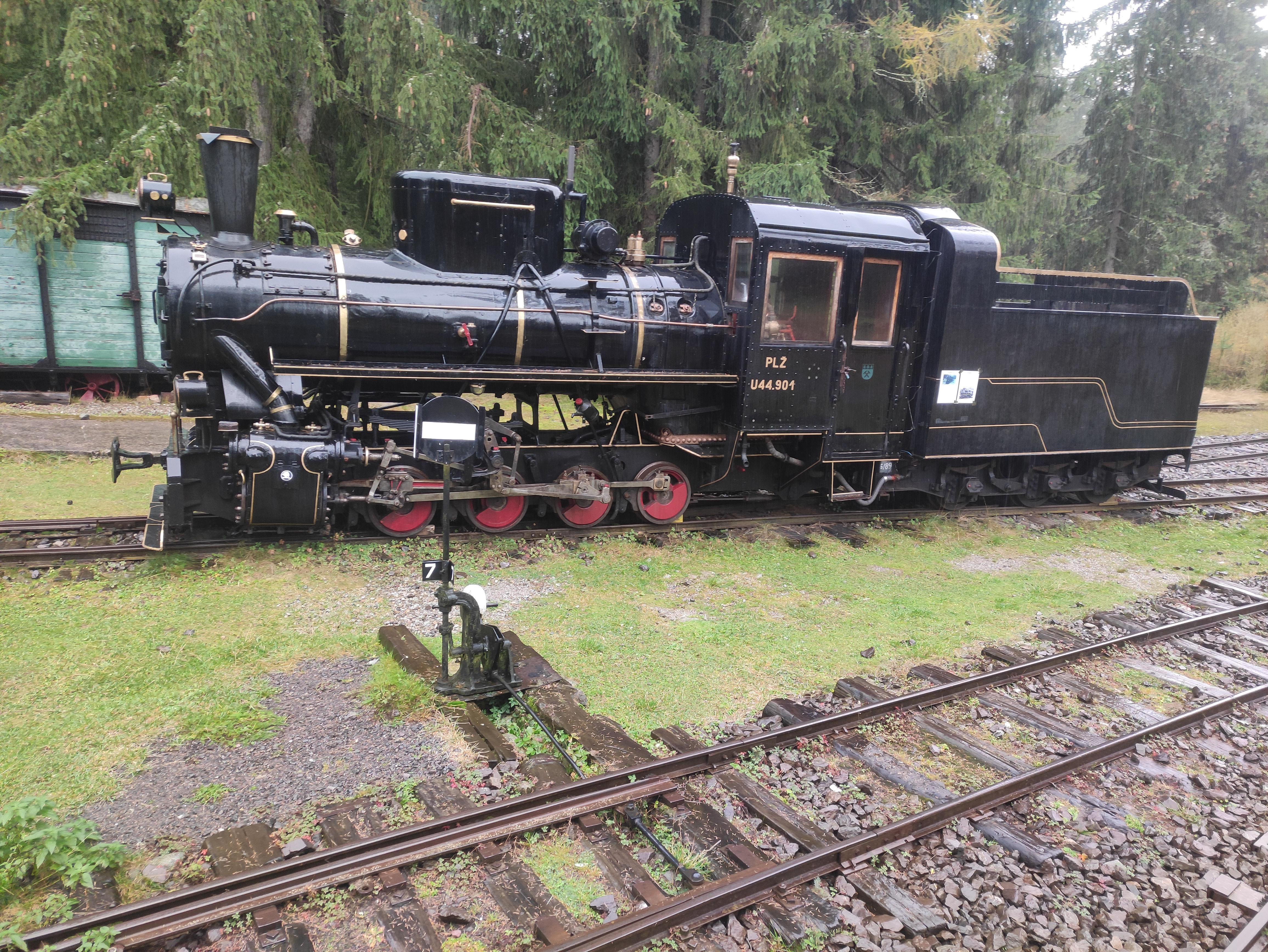
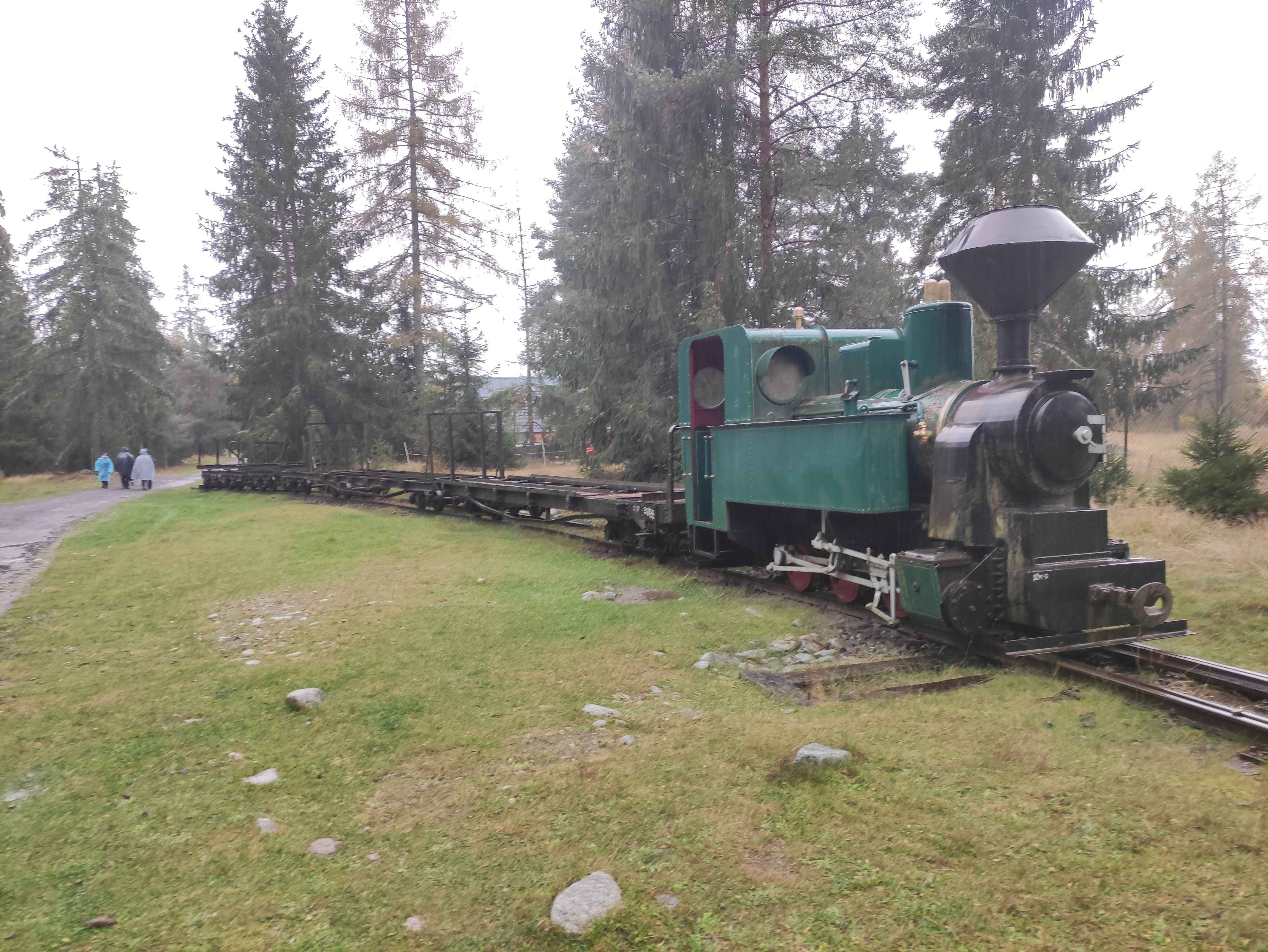